# Barrio de San Bernardo (Salamanca)

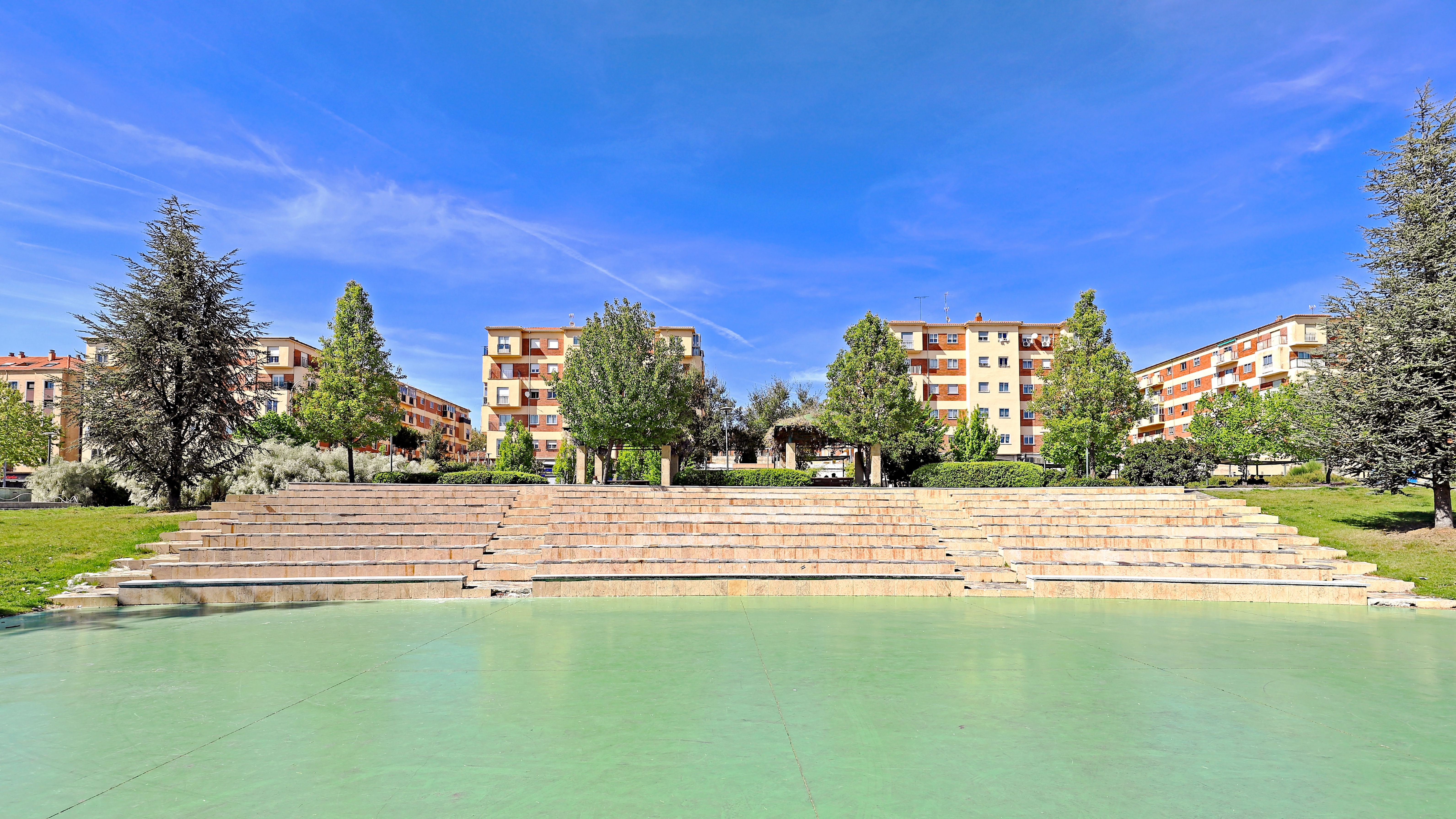
Auditorio del parque de Nikar

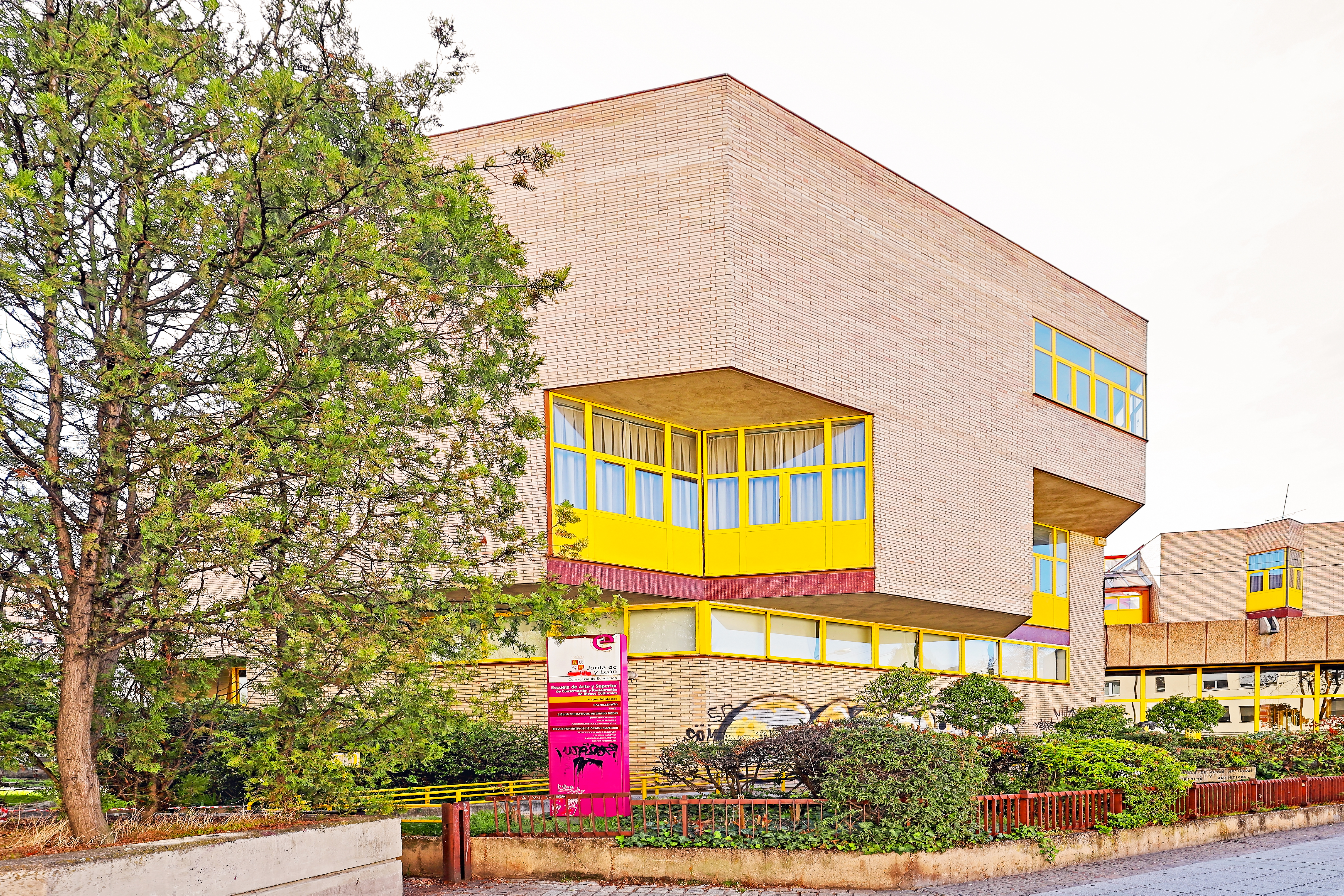
Escuela de Artes de Salamanca

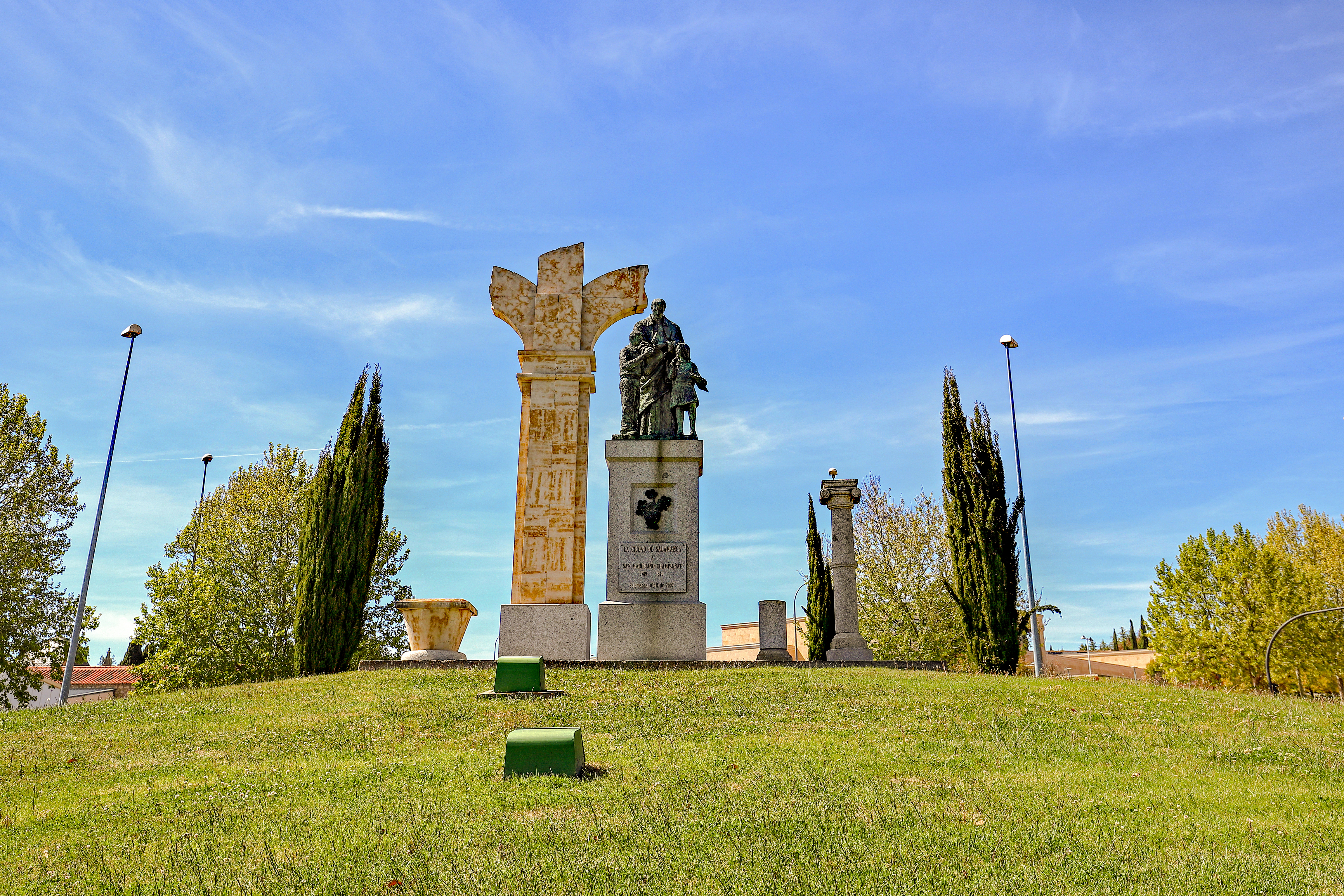
Glorieta a Marcelino de Champagnat

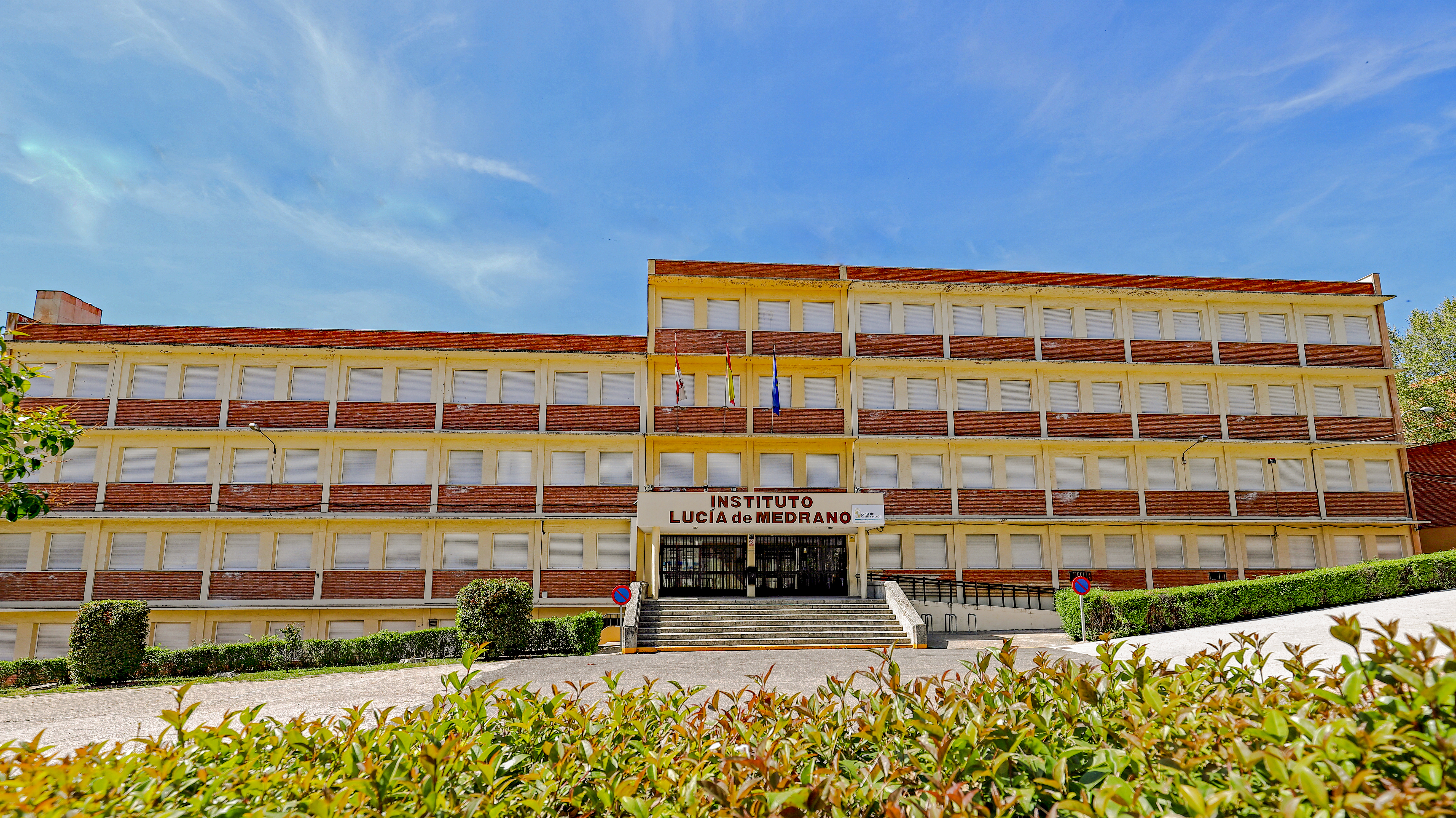
Instituto Lucía de Medrano

El Barrio de San Bernardo es uno de los barrios que conforman la ciudad de Salamanca, España, situándose en la parte oeste de la misma.

## Demografía
El barrio de San Bernardo contaba en 2014 con una población de 5.088 habitantes, de los cuales 2.236 eran hombres y 2.852 mujeres, lo que suponía el 3'4% del total poblacional del municipio de Salamanca. Aunque oficialmente sus índices de juventud son mucho más bajos que la media de la ciudad, así como los de envejecimiento mucho mayores, lo cierto es que este hecho apenas se visibiliza durante la mayor parte del año, ya que, debido a la cercanía con el Campus Unamuno de la Universidad de Salamanca, el barrio de San Bernardo acoge un gran número de estudiantes universitarios durante el año.

## Delimitación
El barrio de San Bernardo viene delimitado en su parte occidental por la avenida de Los Maristas, mientras que su límite norte lo marcarían la Glorieta de Ramiro II de León y las avenidas de Alfonso XI y Portugal. Por el este la avenida de Villamayor marcaría el límite con el barrio de Carmelitas-Oeste, mientras que en su parte sur el paseo San Vicente cerraría los límites del barrio.

## Orígenes
Los orígenes del barrio se sitúan en el antiguo arrabal de San Bernardo, donde varias viviendas se situaban ya desde antiguo puertas afuera de la muralla, junto a la puerta de San Bernardo, pudiendo observarse este hecho en el mapa de Salamanca realizado en 1858 por Francisco Coello. La denominación del actual barrio proviene precisamente del nombre del antiguo convento cisterciense de San Bernardo, que se situaba extramuros de la cerca en el entorno de la mencionada puerta de San Bernardo, destruido durante la Guerra de Independencia.
No obstante, la fisonomía del actual barrio data de las décadas de 1940-1950, cuando fueron construidos los bloques de viviendas de ladrillo que integran mayoritariamente el barrio de San Bernardo, tomando inicialmente el barrio el nombre de Salas Pombo por el gobernador civil de Salamanca en aquel momento, cambiando a la denominación de San Bernardo en 1979. En 1964 se construyó el Colegio de los Trinitarios situado en la parte norte del barrio, mientras que en 1968 se inauguró el actual instituto Lucía de Medrano y en 1974 el Fray Luis de León en su actual ubicación. Por su parte, en 1975 se inauguró la Estación de Autobuses de Salamanca en el barrio, sobre los terrenos que hasta entonces ocupaba el campo de fútbol El Calvario, donde jugaba la Unión Deportiva Salamanca.